# David Fray
David Fray (født 24. maj 1981) er en fransk klassisk pianist. Han blev stemt ind som "Newcomer of the Year 2008" af BBC Music Magazine, og Fray har opnået opmærksomhed for såvel sine musikalske fortolkninger som for sin excentriske optræden og øven, der blev understreget i ARTEs dokumentar om ham fra 2008 med titlen Swing, Sing and Think.

## Indspilninger
- Schubert: Fantasia in C Major/Lieder Transcriptions/Sonata / David Fray (Atma 2005)
- Bach: Partita in D major; French Suite BWV 812 in B minor / Boulez: Douze Notations pour piano; "Incises" / David Fray (Virgin Classics 2007)
- Bach: Keyboard Concertos BWV 1052, 1055, 1056 & 1058 / David Fray, Die Deutsche Kammerphilharmonie Bremen (Virgin Classics 2008)
- Swing, Sing & Think. David Fray Records J.S. Bach / A film by Bruno Monsaingeon (Virgin Classics DVD 2008)
- Schubert: Impromptus Op.90, Moments Musicaux, Allegretto in C minor / David Fray (Virgin Classics 2009)
- Mozart: Piano Concertos 22 & 25 / David Fray, Philharmonia Orchestra, Jaap van Zweden (Virgin Classics 2010)
- David Fray Records Mozart – Piano Concertos Nos.22 & 25 / A film by Bruno Monsaingeon (Virgin Classics DVD 2011)
- Bach: Partitas Nos. 2 & 6, Toccata BWV 911 / David Fray (Virgin Classics 2013)
- Schubert: Sonata in G D894 ‘Fantasie’, the Hungarian Melody D817, the Fantasia in F minor D940, and the towering Allegro in A minor D947, ‘Lebensstürme’ (‘Storms of Life’) / David Fray, duets with Jacques Rouvier (Virgin Classics 2015)
- Chopin: / David Fray (Erato/Warner Classics 2017)
- Bach: Concertos for 2, 3 & 4 pianos / David Fray (Erato/Warner Classics 2018)
- Bach: Sonatas / Renaud Capucon, David Fray / Erato/Warner Classics 2019)
- Bach: Goldberg Variations (Erato/Warner Classics 2021)